# استپن‌ولف (کمیک)
اِستِپِن‌وُلف یا گرگ بیابان (به انگلیسی: Steppenwolf) یک شخصیت خیالی ابرشرور در کتاب‌های کامیک آمریکایی منتشر شده توسط دی‌سی کامیکس است. شخصیت استپن‌ولف توسط جک کربی خلق شده‌است که برای اولین بار در شمارهٔ ۷، دومین نسخه از مجموعه کمیک ایزدان جدید (فوریه ۱۹۷۲) حضور پیدا کرد. استپن‌ولف (که در زبان آلمانی به معنی گرگ استپ یا کایوت است) یکی از نژاد ایزدان جدید و برادر کوچکتر هگرا و دایی شخصیت بد ذات دارک‌ساید است.
کیران هایندز کار صداپیشگی و ضبط حرکت شخصیت استپن‌ولف را در فیلم لیگ عدالت (۲۰۱۷) به کارگردانی زک اسنایدر، و همچنین نسخهٔ اسنایدر کات ایفا کرده‌است.

## زندگینامه ساختگی شخصیت

### خاستگاه
پس از اینکه یوگا خان، پاتریارک سابق سیارهٔ آپوکالیپس در دیوار سرچشمه زندانی شد، خواهرش ملکه هگرا فرمانروای مطلق آپوکالیپس شد و استپن‌ولف به پیشنهاد خواهرش تبدیل به فرمانده ارتش شد. در طی زمان سلطنت هگرا، دارک‌ساید پیشنهاد سازماندهی ارتشی برای حمله به سیارهٔ نیو جنسیس را مطرح کرد، به طوری که بتوانند در یک ورزش سادیسمی سهیم شوند. شکار و کشتار افراد غیرنظامی. سربازان استپن‌ولف به ایزایا دِ اینهریتور حمله‌ور شدند، تا زمانی که آویا برای نجاتش مداخله کرد. اما استپن‌ولف این حرکت ناگهانی در پشت سر خود را پیش‌بینی کرد، به پشت چرخید و یک تیر پرتوزای (ماده رادیان) کشنده را به سمت او شلیک کرد (بی‌خبر از اینکه او همسر ایزایا بود). سپس دارک‌ساید توسط ضربه انفجاری از دستکش‌های کشنده‌اش، ایزایا را به حالت بی‌هوشی برد. سرانجام دارک‌ساید همراه با استپن‌ولف که حالا به او مشکوک شده بود، به آپوکالیپس بازگشتند.
پس از مرگ همسرش، ایزایا رهبری نیروهای نیو جنسیس را برای انتقام علیه آپوکالیپس بدست گرفت، و بدین سبب دو سیاره با یکدیگر وارد جنگ شدند. دارک‌ساید به استپن‌ولف اجازه فرمان به سگ‌های کالواری برای رویارویی با حمله نیو جنسیس را می‌دهد، اما استپن ولف توسط هایفادر کشته می‌شود. تمامی این کارها چیزی بیش از نقشهٔ دارک‌ساید برای مسموم نمودن مادرش و تصاحب تاج و تخت او، بدون دخالت دایی‌اش استپن‌ولف نبود. چندی بعد، استپن‌ولف بوسیلهٔ اختراع جدید دیساد به زندگی بازگشت، و تبدیل به رهبر نیروی نظامی، تحت فرمان دارک‌ساید در سیارهٔ آپوکالیپس گردید.

## توانایی‌ها و قدرت‌ها
به عنوان یکی از ساکنین سیارهٔ خیالی آپوکالیپس، استپن‌ولف در قلمرویی با عنوان جهان چهارم زندگی می‌کند که در خارج از فضا و زمان عادی است. او دارای توانایی جاودانگی، قدرت، سرعت، استقامت، حواس و واکنش‌های ابرانسانی است. انرژی و قدرت آن‌ها، به دلیل نزدیکی نسبی آن‌ها به سرچشمه است، انرژی که منبع تغذیه خود را از قدرت دیگر موجودات در سیارهٔ آپوکالیپس بدست می‌آورد. به عنوان یکی از ایزدان جدید، استپن‌ولف در برابر انواع بیشماری از حملات و انرژی‌های فیزیکی آسیب‌ناپذیر است. ایزدان جدید همچنین دارای سیستم پیشرفته ایمنی بدن می‌باشند که به آن‌ها اجازه بقا در محیط زیست سیاره آپوکالیپس را می‌دهد، زیرا این سیارهٔ مملو از سموم و بیماری‌های مختلف است. آن‌ها حتی در برابر سموم و بیماری‌های سیارات دیگر نیز مصونیت دارند.
استپن‌ولف تجربه‌ای هزار ساله در زمینه‌های مختلف مبارزات، ردیابی، راهبرد و سلاح‌های متنوع به ویژه شمشیر و تبر (تبر-الکترو) دارد. او در زمینهٔ سوارکاری و اهلی کردن حیوانات مهارت دارد و همچنین راننده‌ای حرفه‌ای به شمار می‌رود که عمدتاً قادر به کنترل تمام وسایل نقلیه در آپوکالیپس است. او در عین حال یکی از ترسناک‌ترین و قابل احترام‌ترین ژنرال‌های گروه دارک‌ساید است، که مسئولیت رهبری ارتش آپوکالیپس را در طی حمله به سیارات دیگر بر عهده داشت (به ویژه واحد سگ کالواری که سوار بر سگ‌های عظیمی بودند).
با وجود توانایی نامیرایی، ایزدان جدید نسبت به ماده‌ای با عنوان «رادیان» آسیب‌پذیر هستند. سرچشمه این ماده مشخص نیست و اثرات آن به مقدار پایدار یا پس از قرارگیری در معرض مواد منفجره سمی هستند.